# Entrecruces
Entrecruces (llamada oficialmente San Xens de Entrecruces) es una parroquia española del municipio de Carballo, en la provincia de La Coruña, Galicia.

## Otras denominaciones
La parroquia también es conocida por los nombres de San Ginés de Entrecruces, San Senxo de Entrecruces o San Xes de Entrecruces.

## Entidades de población
Entidades de población que forman parte de la parroquia:
- A Espanadeira
- Altivoa (A Altiboa)
- Campo (O Campo)
- Casaldares
- Castro (O Castro)
- Cótaro (O Cótaro)
- Cubela (A Covela)
- Entrecruces Baja
- Férbeda (Férveda)
- Granja (A Granxa)
- La Iglesia (A Igrexa)
- Lebosende
- Meijonfrío[9] (O Meixonfrío)
- Pereiriña (A Pereiriña)
- Pereiro Viejo[10] (O Pereiro Vello)
- Piñeiro (O Piñeiro da Baixa)
- Piñeiro da Alta (O Piñeiro da Alta)
- Redonda (A Redonda)
- Sabadín
- San Payo[11]
- Vilachán
- Vilela

## Despoblados
- O Rego
- Porto Covo (O Porto Covo)

## Demografía
| Gráfica de evolución demográfica de Entrecruces entre 2000 y 2018 |
|                                                                   |
| Datos según el nomenclátor publicado por el INE.                  |